# ユダヤ警官同盟
ユダヤ警官同盟（The Yiddish Policemen's Union）は2007年に発表されたマイケル・シェイボンの長編小説。2007年にネビュラ賞 長篇小説部門とサイドワイズ賞を、2008年にローカス賞 SF長篇部門とヒューゴー賞 長編小説部門を受賞。

## あらすじ
1948年、イスラエルはアラブ諸国との戦争に敗れ、ユダヤ人達は再び放浪の民になってしまう。アメリカのアラスカ州にあるシトカ特別区で数百万のユダヤ人が滞在しているが、二ヶ月後に米国政府は特別区を廃止してアラスカ州に再編入すると発表、ユダヤ人は再び居場所を失ってしまう。そうした中、エマヌエル・ラスカーという偽名でザメンホフ・ホテルに宿泊していた若者が他殺体となって発見される。従兄弟同士で同僚でもあるマイヤー・ランツマンとベルコ・シュメッツが事件の捜査を始めるが、物語は意外な方向に展開していく。
日本語訳
- 『ユダヤ警官同盟』 黒原敏行訳、新潮文庫（上下）、2009年

## 登場人物
マイヤー・ランツマン (Meyer Landsman)
シトカ特別区警察殺人課の刑事。ユダヤ教やシオニズムには関心を持たない。
ベルコ・シュメッツ (Berko Shemets)
マイヤー・ランツマンの同僚で五つ年下。母親はトリンギット族の人で、本人もトリンギット語に堪能。少年の頃にランツマン家に引き取られる。母親の死に関して父親と不仲になっている。
イジドール・ランツマン (Isidor Landsman)
マイヤー・ランツマンの父親。ポーランドからシトカに渡って来た。
ナオミ・ランツマン (Naomi Landsman)
マイヤー・ランツマンの妹で、事件の年の四月に謎の死を遂げる。
ビーナ・ゲルプフィッシュ (Bina Gelbfish)
ランツマンの元妻。事件の二年前にマイヤーと離婚。現在はシトカ警察の警視。
エステル=マルケ (Ester-Malke)
ベルコ・シュメッツの妻。
ヘルツ・シュメッツ (Hertz Shemetz)
ベルコ・シュメッツの父親でマイヤー・ランツマンの伯父。
イツィク・ジンバリスト (Itzik Zimbalist)
境界線の知者。
メンデル・シュピルマン (Mendel Shpilman)
ザメンホフ・ホテルで殺害された若者。チェスに心得があり、エマヌエル・ラスカーという偽名で滞在していた。語学やユダヤ教の律法にも造詣が深かった。また彼は「救世主」、「その世代の正義の人」としてユダヤ教徒に崇められていた。
バトシェヴァ・シュピルマン
メンデルの母親。
ヘスケル・シュピルマン
メンデルの父親。ユダヤ教の宗教指導者でヴェルボフ派の第十代ラビ（翻訳版では「レベ」と表記されている）。
アレクセイ・レベト
ロシアン・マフィアのボス。
アナトリー・モスコウィック
ロシアン・マフィアのボス。
アリエー・バロンシュテイン
ヘルケルの秘書。
デニス・ブレナン
新聞記者。FBIに勤務していた頃のヘルツ・シュメッツの極秘任務について報じてヘルツを辞職に追い遣った。
フェルゼンフェルト
シトカ特別区警察殺人課の課長。マイヤー・ランツマンとベルコ・シュメッツの上司に当たる。
ウィリー・ディック (Willie Dick)
アラスカ州の先住民トリンギット族の族長。ユダヤ人に敵対心を持っている。

## 映画化
コーエン兄弟による映画化の企画が発表されたが、その後映画化の権利は原作者に戻っている。